# Raymond Ier de Cardone
Pour les articles homonymes, voir Raymond, Raymond Ier et Cardone.
Pour les autres membres de la famille, voir Famille Folch de Cardon.
Raymond Ier de Cardone est un général aragonais.

## Biographie
Il fut mis, en 1332, par le pape Jean XXII, à la tête des armées guelfes. Il prit Tortone et Alexandrie en 1323, mais depuis il n'éprouva guère que des revers. Vaincu en 1322 par Marco Visconti à Bassignana, en 1324 par Galeas Visconti à Varrio, et en 1325 à Altopascio, à la tête d'une armée florentine, il tomba entre les mains de Castruccio, général ennemi.

### Sources
Cet article comprend des extraits du Dictionnaire Bouillet. Il est possible de supprimer cette indication, si le texte reflète le savoir actuel sur ce thème, si les sources sont citées, s'il satisfait aux exigences linguistiques actuelles et s'il ne contient pas de propos qui vont à l'encontre des règles de neutralité de Wikipédia.